# Cellophane Symphony
Cellophane Symphony es el séptimo álbum de estudio por la banda estadounidense de rock Tommy James and the Shondells, publicado en octubre de 1969 por Roulette Records. El álbum fue reeditado en CD en 2014 a través de Rhino Records.

## Recepción de la crítica
Joe Viglione, escribiendo para AllMusic, le dio una calificación de 4 estrellas y dijo: “La atención de la radio hacia un sencillo del altamente experimental Cellophane Symphony, es igualmente extraordinaria porque el álbum es, en su mayoría, Tommy James haciendo su propio Sgt. Pepper's Lonely Hearts Club Band”.

## Lista de canciones
Todas las canciones escritas y compuestas por Tommy James y Ritchie Cordell, excepto donde esta anotado. 
| Lado uno |                                                       |          |  |
| N.º      | Título                                                | Duración |  |
| 1.       | «Cellophane Symphony» (Tommy James and the Shondells) | 9:40     |  |
| 2.       | «Makin' Good Time»                                    | 2:38     |  |
| 3.       | «Evergreen»                                           | 2:08     |  |
| 4.       | «Sweet Cherry Wine» (Richard Grasso, James)           | 4:30     |  |
| 5.       | «Papa Rolled His Own» (Pete Lucia, James)             | 1:50     |  |
| 20:46    |                                                       |          |  |

| Lado dos |                                              |          |  |
| N.º      | Título                                       | Duración |  |
| 1.       | «Changes» (Lucia, James)                     | 5:35     |  |
| 2.       | «Loved One» (Mike Vale, James)               | 3:41     |  |
| 3.       | «I Know Who I Am»                            | 3:54     |  |
| 4.       | «The Love of a Woman»                        | 4:30     |  |
| 5.       | «On Behalf of the Entire Staff & Management» | 3:55     |  |
| 21:35    |                                              |          |  |

## Créditos
Créditos adaptados desde las notas de álbum.
Tommy James and the Shondells
- Tommy James – voz principal, guitarras, teclado
- Eddie Gray – guitarra líder, coros
- Ronnie Rosman – teclado, coros
- Mike Vale – bajo eléctrico, coros
- Pete Lucia – batería, percusión, coros

Personal adicional
- Bruce Staple – ingeniero de audio
- Carol Geyer – diseño de portada

## Posicionamiento
| Gráfica (1969)                 | Pico de posición |
| ------------------------------ | ---------------- |
| Estados Unidos (Billboard 200) | 141              |